# Kamus Dewan
Kamus Dewan – słownik języka malajskiego wydawany przez instytucję Dewan Bahasa dan Pustaka. Publikację skompilował leksykograf Teuku Iskandar, a jej pierwsza edycja ukazała się w 1970 roku. Stanowi autorytatywne dzieło encyklopedyczne w dziedzinie języka malajskiego.